# União Desportiva de Vila Chã
A União Desportiva de Vila Chã ("UDV") é um clube português, eclético, localizado em Vila Chã - Esposende, distrito de Braga. Apesar de competir em vários desportos, a UDV é, sobretudo, conhecida, pela sua equipa de futebol.
Fundada em 24 de Junho de 1980, existe relatos que datam a existência de actividade desportiva nos anos 30 , a UDV é um dos mais emblemáticos clubes da região do Minho.
O emblema da UDV ostenta a imagem de uma bola de Futebol e padrões axadrezados, características principais do equipamento. O equipamento principal actual compreende camisola axadrezada preta e branca, calção preto e meias pretas.
A UDV disputa os seus jogos caseiros no Estádio de Vila Chã, estádio  com capacidade para 3000 pessoas. Em 2009 foi inaugurado o novo estádio deixando o velhinho Campo do Descampado.
Os actuais órgãos sociais da UDV foram eleitos em 20 de Julho de 2015 para um mandato de 1 ano, sendo presididos pelos seguintes sócios:
Assembleia-Geral: Tiago Fernandes
Presidente: Luis Garrido
Conselho Fiscal: Camila Gonçalves
Na temporada 2015/2016, a UDV disputa a Divisão Honra Série A da Associação de Futebol de Braga, sendo treinada por Carlos Viana.

## Títulos
- Campeão Invicto da III Divisão Série A - 1984/85 A. F. Braga
- Campeão da III Divisão - 1984/85 A. F. Braga
- Campeão da II Divisão Distrital - 1988/89 A. F. Braga
- Campeão da III Divisão Distrital Série A - 1992/93 A. F. Braga
- Campeão da II Divisão Distrital Série A - 1999/00 A. F. Braga
- Campeão da II Divisão Distrital Série A - 2007/08 A. F. Braga
- Campeão da II Divisão Distrital  - 2007/08 A. F. Braga